# Rangpur (Ahom)
Rangpur fou una de les capitals del regne dels ahoms (Ahom, modern Assam), establerta per Swargadeo Rudra Singha el 1707 substituint a Garhgaon, no gaire lluny. Forma part actualment de la ciutat de Sibsagar; conserva alguns monuments de l'època ahom: el Kareng Ghar, Talatal Ghar, el Rang Ghar, el palau de Jai Sagar (construït per Raja Rudra Singh vers 1698 al llac artificial de Jaisagar), entre d'altres. Les ruïnes es troben a tocar de la ciutat de Sisabgar i al districte de Sisabgar
Rangpur fou la capital en el període més gloriós del regne. Per dues vegades la ciutat fou ocupada pels rebels moamàries, la primera uns mesos el 1769 i 1770, quan el rei Swargadeo Lakshmi Singha fou fet presoner; la segona vegada fou el 1788 i la van conservar fins al 1792 quan Thomas Welsh, enviat per la Companyia Britànica de les Índies Orientals, els va foragitar, però ja des de 1874 el raja Gaurinath residia a Jorhat en favor de la qual va perdre finalment l'estatus de capital.

## Nota
1. ↑  Gogoi 1968, p. 508